# Andrij Kożemjakin
Andrij Anatolijowycz Kożemjakin, ukr. Андрій Анатолійович Кожем'якін (ur. 13 listopada 1965 w Odessie) – ukraiński oficer służb specjalnych i polityk, generał major, poseł do Rady Najwyższej V, VI, VII, VIII i IX kadencji.

## Życiorys
W 1986 ukończył Kijowską Wyższą Wojskowo-Morską Szkołę Polityczną, w 1996 został absolwentem prawoznawstwa na Kijowskim Uniwersytecie Narodowym im. Tarasa Szewczenki. Do 1988 służył we Flocie Czarnomorskiej, następnie był funkcjonariuszem KGB, po czym w 1991 przeszedł do nowo powstałej Służby Bezpieczeństwa Ukrainy. Awansował w strukturach SBU, zajmując m.in. stanowisko naczelnika działu ds. zwalczania korupcji i przestępczości. W 2005 awansowany do stopnia generała majora, w tym samym roku przez kilka miesięcy pełnił obowiązki zastępcy szefa Służby Bezpieczeństwa Ukrainy (którą kierował wówczas Ołeksandr Turczynow), następnie został doradcą szefa SBU.
W 2006 i w 2007 uzyskiwał mandat poselski z ramienia Bloku Julii Tymoszenko. W latach 2011–2012 kierował frakcją poselską tego ugrupowania. W 2012 po raz trzeci wszedł w skład parlamentu z listy wyborczej Batkiwszczyny, w 2013 objął funkcję wiceprzewodniczącego tej partii. W 2014 i 2019 z powodzeniem ubiegał się o poselską reelekcję na kolejne kadencje.